# Fabronia
Fabronia är ett släkte av bladmossor. Fabronia ingår i familjen Fabroniaceae.

## Dottertaxa tillFabronia, i alfabetisk ordning[1]
- Fabronia abyssinica
- Fabronia affinis
- Fabronia anacamptodens
- Fabronia andina
- Fabronia angustifolia
- Fabronia argentinica
- Fabronia assamica
- Fabronia australis
- Fabronia balansae
- Fabronia bartramii
- Fabronia basilaris
- Fabronia beccarii
- Fabronia bizotii
- Fabronia brachyphylla
- Fabronia breutelii
- Fabronia campenonii
- Fabronia ciliaris
- Fabronia claviramea
- Fabronia congolensis
- Fabronia crassiretis
- Fabronia curvirostris
- Fabronia degeneri
- Fabronia dentata
- Fabronia eckloniana
- Fabronia fastigiata
- Fabronia filamentosa
- Fabronia flavinervis
- Fabronia gardneriana
- Fabronia garnieri
- Fabronia glauca
- Fabronia goetzei
- Fabronia goughii
- Fabronia guarapiensis
- Fabronia gueinzii
- Fabronia gymnostoma
- Fabronia hampeana
- Fabronia imbricata
- Fabronia jamesonii
- Fabronia julacea
- Fabronia kiusiana
- Fabronia lachenaudii
- Fabronia latidens
- Fabronia latifolia
- Fabronia leikipiae
- Fabronia longipila
- Fabronia lorentzii
- Fabronia macroblepharis
- Fabronia madurensis
- Fabronia marianna
- Fabronia matsumurae
- Fabronia microspora
- Fabronia minuta
- Fabronia minutissima
- Fabronia motelayi
- Fabronia niam-niamiae
- Fabronia nietneri
- Fabronia nivalis
- Fabronia obtusatula
- Fabronia papillidens
- Fabronia patentissima
- Fabronia perimbricata
- Fabronia pilifera
- Fabronia pobeguinii
- Fabronia pocsii
- Fabronia podocarpi
- Fabronia pusilla
- Fabronia ravenelii
- Fabronia rehmannii
- Fabronia rostrata
- Fabronia schensiana
- Fabronia schmidii
- Fabronia schwetschkeoides
- Fabronia scottiae
- Fabronia secunda
- Fabronia socotrana
- Fabronia subpolycarpa
- Fabronia tahitensis
- Fabronia tayloriana
- Fabronia trichophora
- Fabronia trichophylla
- Fabronia tucumanensis
- Fabronia wageri
- Fabronia victoriae
- Fabronia villaumii
- Fabronia zollingeri